# José Ramón Eizmendi
José Ramón Eizmendi Urdangarín (Icazteguieta, Guipúzcoa, España, 29 de agosto de 1960) es un exfutbolista y entrenador español de fútbol. 

## Trayectoria

### Como jugador
Centrocampista con cierta capacidad goleadora en sus inicios, reconvertido en un defensa central contundente y rudo; José Ramón Eizmendi se formó en la cantera de la Real Sociedad de Fútbol. Entre 1978 y 1983 jugó en el equipo filial de la Real, el San Sebastián CF con el que disputó 130 partidos oficiales y marcó 29 goles, jugando en Tercera y Segunda División B. Durante esos años trató sin éxito de dar el salto a la primera plantilla de la Real, pero la gran calidad de los jugadores de aquella Real, que fue campeona de Liga las temporadas 1980-81 y 1981-82, se lo impidieron.
Llegó a debutar con la Real Sociedad en la temporada 1981-82, jugando los dos partidos de la primera eliminatoria de Copa del Rey frente al Bilbao Athletic, donde marcó un gol de cabeza. Las fuentes difieren sobre si llegó a debutar en Liga durante aquella misma temporada, ya que algunos citan su participación en un partido durante esa temporada y otros atribuyen ese partido a su hermano Francisco Javier, que jugaba también en el Sanse durante esos años. Lo cierto es que fue José Ramón el que lo hizo jugando medio tiempo del partido disputado en Alicante contra el Hércules C.F. el 21 de marzo de 1982.
En 1983 abandona finalmente la Real Sociedad y comienza una carrera en diferentes equipos de la Segunda División de España. Eizmendi jugó en el Club Deportivo Tenerife (1983-84), Real Oviedo durante tres temporadas (1984-87) y finalmente Xerez Club Deportivo donde permanecería cuatro temporadas (1987-91). En el equipo andaluz se convirtió en uno de los iconos del equipo azulino En su carrera por estos tres históricos equipos Eizmendi llegó a jugar 240 partidos en la Segunda División.

### Como entrenador
La carrera como entrenador de José Ramón Eizmendi ha estado también ligada a la Real Sociedad de Fútbol donde se formó como jugador. En la temporada 2004-05 entrenó al juvenil de la Real Sociedad de la Liga Nacional. La temporada 2005-06 comenzó como segundo entrenador de Gonzalo Arkonada en la Real Sociedad B. Cuando Arkonada fue promocionado al primer equipo en enero de 2006, Eizmendi ocupó su plaza como entrenador de la Real B por lo que restaba de temporada 2005-06. Con Eizmendi al mando, la Real B acabó 2.ª de su grupo de la Segunda División B, jugando el play-off de ascenso a la Segunda División. Eizmendi siguió al frente de la Real B durante las temporadas 2006-07 y 2007-08. 
Mientras entrenaba al filial, el primer equipo descendió de Primera a Segunda División en 2007 y el club entró en una profunda crisis. Tras la jornada 20.ª de Liga de la temporada 2007-08 el entrenador de la primera plantilla de la Real, Chris Coleman dimitió por discrepancias con el nuevo presidente de la entidad, Iñaki Badiola. Aunque en principio Badiola tenía previsto como recambio a Juan Carlos Oliva, entrenador del Villarreal B, el máximo mandatorio realista acabó echándose atrás y poniendo como entrenador interino a Eizmendi. Tras un primer buen resultado con Eizmendi al mando ganando a domicilio al Córdoba CF, el entrenador de Icazteguieta fue refrendado en el cargo hasta final de temporada. Sin embargo el recorrido de Eizmendi al frente de la Real Sociedad no fue muy largo. 11 partidos más tarde y algo más de 2 meses después, a principios de abril, Badiola, buscando un revulsivo para el equipo echó a Eizmendi y puso en su lugar a Juanma Lillo. Eizmendi volvió hasta final de temporada a encargarse del filial.
Tras acabar la temporada Eizmendi dejó el filial y pasó a ser coordinador general de la ciudad deportiva de Zubieta. Cuando se produjo el relevo en la directiva de la Real Sociedad, Eizmendi fue destituido de su cargo y dedicado a labores de ojeador para la Real.
En junio de 2009 Eizmendi abandonó la Real y pasó a ser segundo entrenador del Club Deportivo Numancia, a las órdenes de su antiguo jefe Gonzalo Arkonada. Tras una temporada en el Numancia siguió a Arkonada como segundo entrenador cuando este fichó por el CD Tenerife de cara a la temporada 2010-11. El tándem Arkonada-Eizmendi fue destituido a los tres meses de su llegada en septiembre de 2011.

## Clubes

### Como jugador
| Club                      | País   | Año       |
| ------------------------- | ------ | --------- |
| Real Sociedad de Fútbol B | España | 1978-1983 |
| Real Sociedad de Fútbol   | España | 1981-1982 |
| Club Deportivo Tenerife   | España | 1983-1984 |
| Real Oviedo               | España | 1984-1987 |
| Xerez Club Deportivo      | España | 1987-1991 |

### Como entrenador
| Club            | País   | Año       |
| --------------- | ------ | --------- |
| Real Sociedad B | España | 2006-2008 |
| Real Sociedad   | España | 2008      |
| Real Sociedad B | España | 2008      |

## Vida personal
- Coincidió con su hermano Francisco Javier (un año más joven) en el filial de la Real Sociedad a principios de la década de 1980. Es tío de los futbolistas Alain Eizmendi y Eneko Eizmendi Blanco, que también han jugado en el filial de la Real Sociedad.

- Durante su época como técnico de la Real Sociedad compaginó sus labores en el mundo del fútbol con un trabajo en la empresa Suministros Loinaz de Beasáin, dedicado a la comercialización de hierro. Cuando fichó como segundo entrenador del Numancia pidió una excedencia en su trabajo.